# Arrowtown
Arrowtown ist eine ehemalige Goldgräberstadt in der Region Otago auf der Südinsel von Neuseeland.

## Geographie
Arrowtown liegt am Ende des Tals des Arrow Rivers, 17 km nordöstlich von Queenstown, Der Ort ist im Norden und Osten von bis zu 929 m hohen Bergen umgeben, die im östlichen Bereich Teil der Crown Range sind. Über die südlich liegende Siedlung Arrow Junction ist der Ort mit dem New Zealand State Highway 6 verbunden.

## Bevölkerung
Beim Zensus 2013 wurden 2445 Einwohner gezählt, was einen Anstieg der Einwohnerzahl gegenüber 2006 um 13,7 % bedeutet.

## Geschichte
Zwei Jahre nachdem sich die ersten europäischen Siedler mit ihren Farmen in der Wakatipu-Region niederließen, wurde das erste Gold in der Nähe von Arrowtown gefunden. 1862 fand Jack Tewa, ein Schafscherer, Gold im Arrow River. Die Nachricht verbreitete sich schnell im Land und zog zahlreiche Goldgräber an. Innerhalb einiger Wochen wuchs der Ort auf rund 1500 Einwohner an. Ein Jahr später erlitt der Goldbergbau des Ortes jedoch einen herben Rückschlag, als zahlreiche Goldsucher in den Fluten eines verheerenden Hochwassers ums Leben kamen. Die Stadt wurde anschließend mit solideren Häusern an den Ufern des Flusses wieder aufgebaut. Insgesamt gab es während des Goldrausches in Otago, zu dem auch Arrowtown zählte, 80 Goldfelder, die jedoch innerhalb eines Jahrzehnts nach deren Ausbeutung wieder verschwanden.
Am westlichen Ostrand von Arrowtown befand sich die sogenannte „Chinesensiedlung“. Um 1870 kamen viele Chinesen in die Gegend, um in den Schluchten von Arrow River und Shotover River nach Gold zu suchen. Trotz oder auch wegen ihres Fleißes gab es viele Reibereien mit den Weißen. Deshalb mussten die Chinesen außerhalb der Siedlung leben. Einige kleine Stein- und Lehmziegelhütten sind inzwischen restauriert.
Während des Höhepunkts des Goldfiebers stieg die Einwohnerzahl Arrowtowns auf über 7000. Die geschäftige Stadt wurde zum Mittelpunkt einer größeren Gemeinde, die die neuen Orte Macetown, Skippers und Bullendale (heute nur noch Geister-Städte) umfasste. Nach dem Goldrausch nahm die Einwohnerzahl rapide ab.
Von 1996 bis 2001 erlebte der Ort einen Bevölkerungszuwachs von über 18 %, was in der Stadt einen neuen Bauboom auslöste, der aber durch strikte Verbote und Einschränkungen in Grenzen gehalten wird, um das historische Erscheinungsbild zu erhalten.

## Tourismus
Viele alte historische Bergmannshäuser, Geschäfte und Restaurants sind in den letzten Jahren für den Tourismus restauriert worden. Das ehemalige Gebäude der Bank of New Zealand beherbergt heute eine Zweigstelle des Lakes District Centennial Museum. Das Museum beschäftigt sich mit der Geschichte der Gebiete rund um den Lake Wakatipu, u. a. mit der Darstellung zum Thema Goldgewinnung. Am Arrow River kann man mit ausgeliehenen Pfannen selbst sein Glück beim Goldwaschen versuchen.
Etwa 16 km nordöstlich der Stadt befindet sich der BH-Zaun von Cardrona.

## Baudenkmale
Die örtliche Freimaurerloge Arrow Kilwinning Lodge  wurde vom New Zealand Historic Places Trust als Baudenkmal anerkannt. Ebenso sind die Reste der aus den Zeiten des Goldrausches stammenden Chinesensiedlung Arrowtown Chinese Settlement unter Denkmalschutz gestellt.

## Persönlichkeiten
- Anna Leat (* 2001), Fußballspielerin

## Bilder

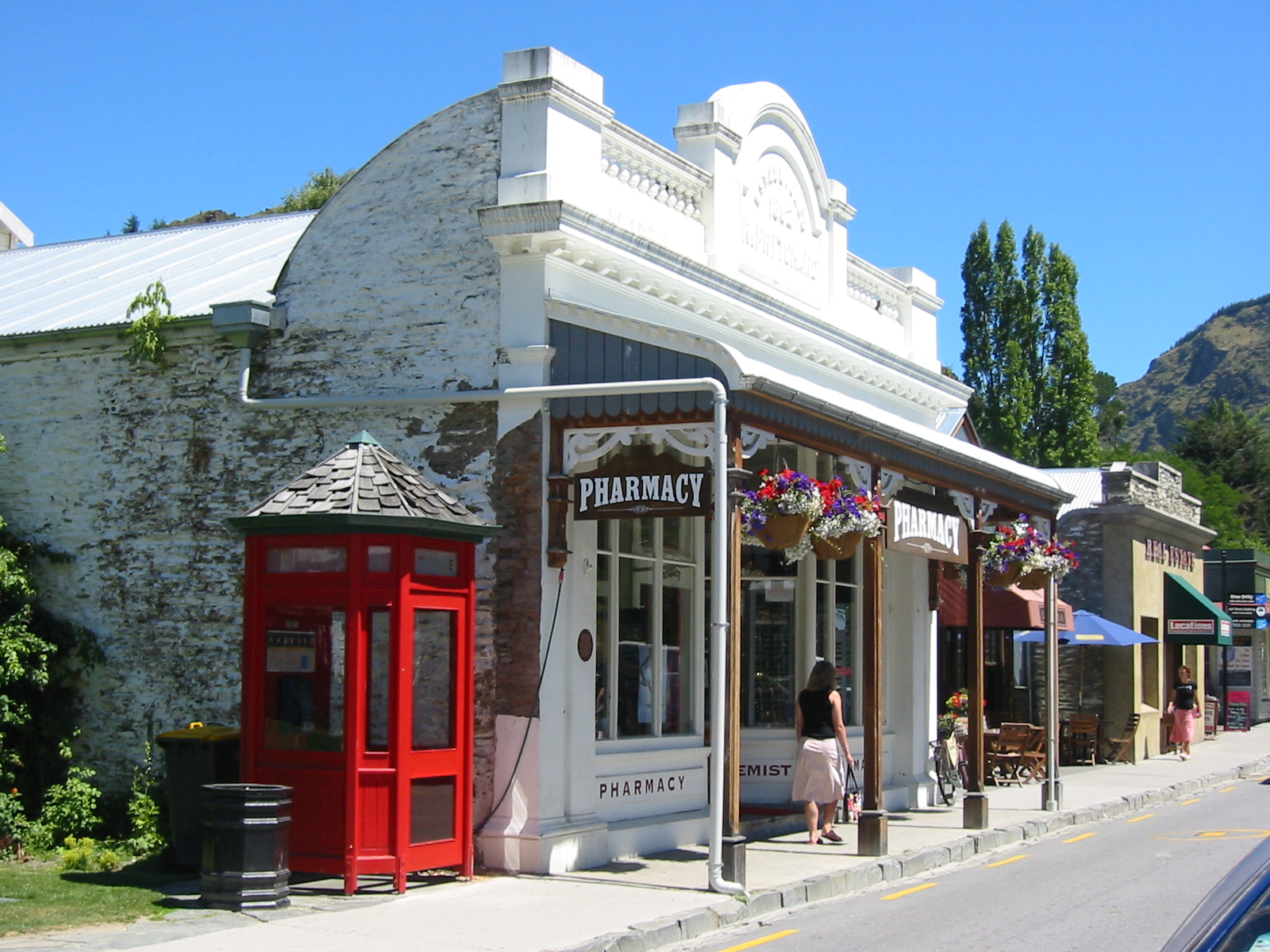
Historische Apotheke an der renovierten Hauptstraße von Arrowtown
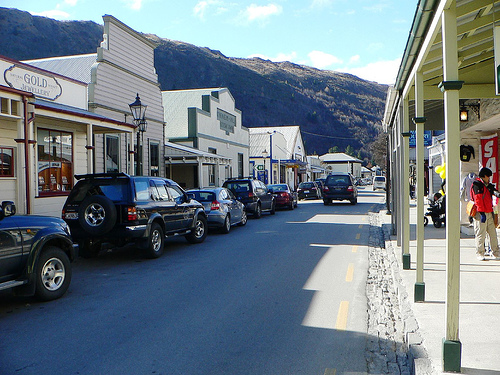
Hauptstraße von Arrowtown
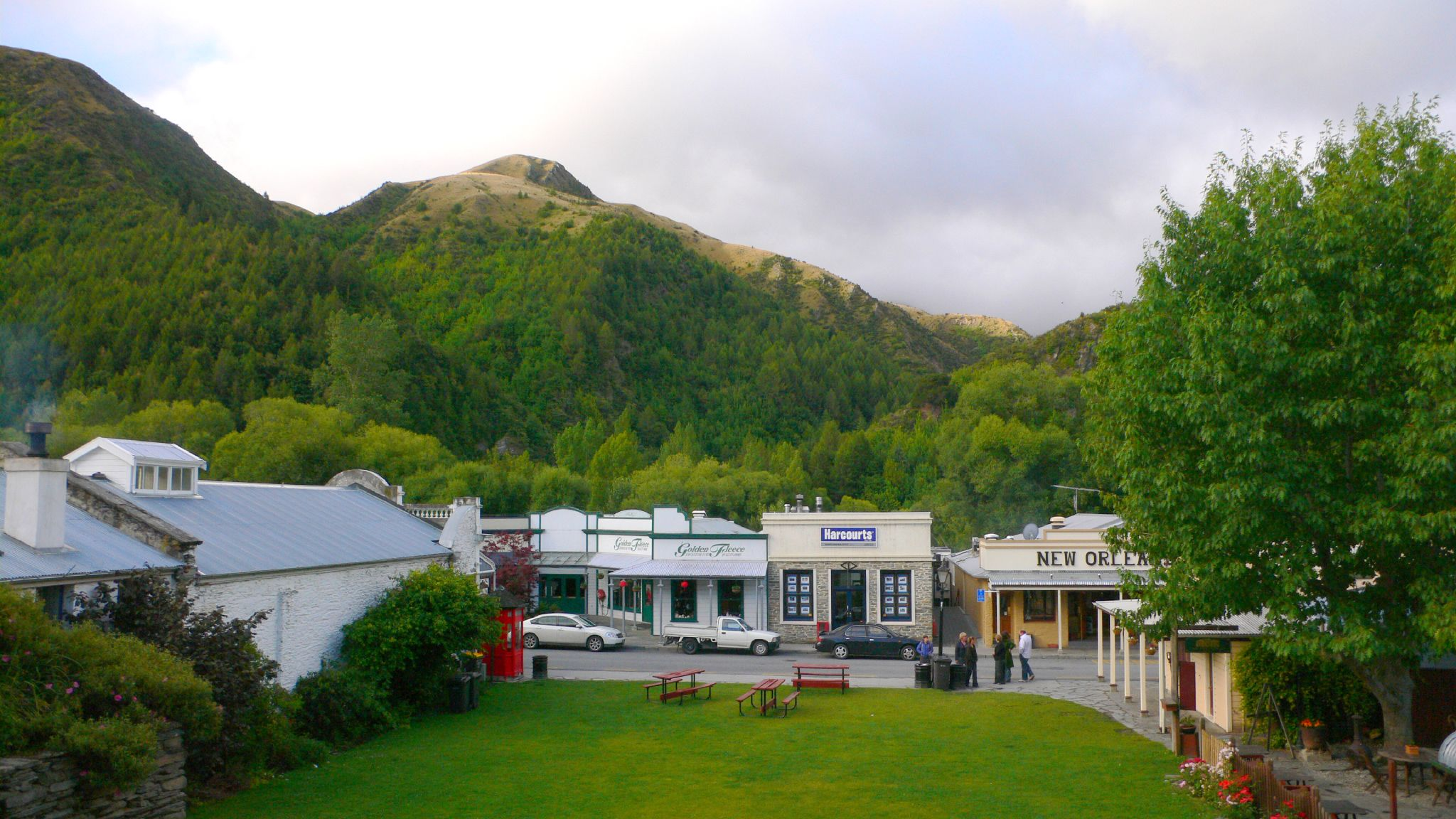
Blick auf Arrowtown